# ريمي يوهانسن
ريمي يوهانسن (بالنرويجية البوكمول: Remi Johansen)‏ هو لاعب كرة قدم نرويجي في مركز الوسط، ولد في 4 سبتمبر 1990 في ترومسو في النرويج. شارك مع منتخب النرويج تحت 18 سنة لكرة القدم ومنتخب النرويج تحت 19 سنة لكرة القدم ومنتخب النرويج تحت 21 سنة لكرة القدم. أما مع النوادي، فقد لعب مع ترومسو إيدريتسلاغ ونادي بران.

## وصلات خارجية
- ريمي يوهانسن على موقع اتحاد النرويج (النرويجية)
- ريمي يوهانسن على موقع قاعدة بيانات كرة القدم.إي يو (الإنجليزية)
- ريمي يوهانسن على موقع Soccerway.com (الإنجليزية)
- ريمي يوهانسن على موقع AS.com (الإسبانية)